# فرنسيسكو فلوريس (لاعب كرة قدم)
فرنسيسكو فلوريس هو لاعب كرة قدم أرجنتيني، ولد في 11 يناير 2002 في مونرو في الأرجنتين.